# Köchelstorf
Köchelstorf (bis 1. August 1999 Köchelstorf b. Rehna) ist ein Ortsteil der Gemeinde Wedendorfersee im Landkreis Nordwestmecklenburg in Mecklenburg-Vorpommern (Deutschland). Bis zum 1. Juli 2011 war der Ort eine eigenständige Gemeinde.

## Geografie
Köchelstorf liegt in einem hügeligen Gebiet östlich des Flusses Radegast etwa auf halbem Wege zwischen Lübeck und Schwerin. Der Wedendorfer See trennt Köchelstorf vom Nachbarort Wedendorf.

## Geschichte

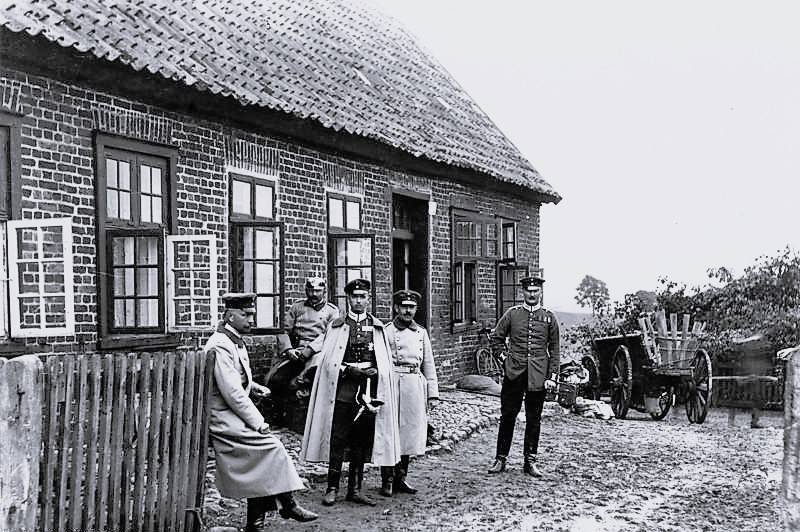
Carl Eduard Herzog von Sachsen-Coburg und Gotha während des Kaisermanövers 1904 beim Haus des Windmüllers Johann Warnk in Köchelstorf

Der 1230 erstmals als Chochelestorp erwähnte Ort wird von der Landwirtschaft mit weiten Feldern und Weideflächen geprägt. Die örtliche Agrargenossenschaft beschäftigt sich hauptsächlich mit dem Getreideanbau.
Die ehemalige Gemeinde Köchelstorf, zu der auch die Ortsteile Benzin und Groß Hundorf (beide bis dahin selbständige Gemeinden wurden am 1. Juli 1950 eingemeindet) gehörten, ging durch eine Fusion mit Wedendorf am 1. Juli 2011 in der neuen Gemeinde Wedendorfersee auf.

## Verkehrsanbindung
Verbindungsstraßen führen von Köchelstorf in die benachbarte Stadt Rehna (3 km), nach Gadebusch (7 km) und in die Stadt Grevesmühlen (14 km). Ab Rehna besteht Bahnanschluss nach Schwerin.

## Persönlichkeiten
- Hans Oldorf (1896–1964), deutscher Politiker (SPD)

## Belege
1. ↑  Gebietsänderungen in Mecklenburg-Vorpommern, Statistisches Landesamt MV